# Trioza collaris
Trioza collaris är en insektsart som beskrevs av Crawford 1910. Trioza collaris ingår i släktet Trioza och familjen spetsbladloppor. Inga underarter finns listade i Catalogue of Life.